# Racopilum gracile
Racopilum gracile är en bladmossart som beskrevs av Mitten in Hemsley 1885. Racopilum gracile ingår i släktet Racopilum och familjen Racopilaceae. Inga underarter finns listade i Catalogue of Life.